# Талько-Петрук Ніна Василівна
Ніна Василівна Талько-Петрук (11.02.1959, с. Курне (Червоноармійський район)) — українська письменниця з Житомирщини.

## Біографія
Народилася 11 лютого 1959 року в селі Курне Червоноармійського району. Її поетичне слово звучало у різних національно-патріотичних акціях, великолюдних зібраннях наприкінці 1989-го, на початку 90-х років.
Твори Ніни Талько-Петрук друкувалися в українській періодиці, вона брала участь у проектах українського телебачення та радіо. Працює в Новограді-Волинському методистом районного відділу культури. Авторка низки самобутніх сценаріїв прадавніх свят Сонячного Кола. Авторка книги віршів та легенд «Барви Ордана» (2002 р.), "Виласкавиці Волхвині" (2014), "Свята Сонячного Кола" (2017).
Член українського Республіканської партії «Собор», ОУН-УПА.

## Відзнаки
Лауреат обласної літературної премії імені Василя Земляка (2014)
Лауреат літературно-мистецької премії імені Лесі Українки Житомирського обласного відділення Фонду культури ((2020)
Лауреат літературної премії імені Бориса Тена (2021)